# 安重根
安重根（韓語：안중근，1879年9月2日—1910年3月26日），字应七，韩国独立运动义兵参谋中将，1909年10月26日在哈尔滨火车站刺杀了推动签订《乙巳条约》并担任日本首任朝鲜统监的伊藤博文:22-23:2-5:3。
安重根1879年9月2日出生于朝鲜黄海道海州牧的一个世代官宦的富裕家庭，早年曾从事教育救国和国债报偿运动:30-35:8:90-92。日本開始干涉朝鲜半岛后，安重根在中国东北和俄罗斯远东地区从事武装抗日运动，担任义兵参谋中将:34-39:11-12:28-30。1909年10月26日，他在哈尔滨火车站枪杀曾出任日本首任朝鲜统监府统监的伊藤博文:34-35:43-45。虽然安重根以义兵参谋中将的身份枪杀伊藤博文，但当时的日本关东都督府地方法院最终按照日本政府内部强硬派的指令以普通谋杀罪的名义将安重根处死:39-41:26-29:49-50。
安重根刺杀伊藤博文一事在东亚影响甚大。孙中山、章太炎（孙中山枢密顾问）等都曾称赞安重根的爱国之举。周恩来在回顾中朝历史关系时说：“中日甲午战争后，中朝人民反对日本帝国主义侵略的斗争是本世纪初安重根在哈尔滨刺杀伊藤博文开始的。”:4:57-58中华人民共和国成立初期，安重根的事迹曾被编入小学教科书:5。2014年，中国在哈尔滨设立安重根义士纪念馆，引发视其为恐怖分子的日本政府的抗议，但遭到中华人民共和国外交部拒绝。在日本也有人认为安重根是值得敬佩的朝鲜爱国义士:9。东京律师协会副会长鹿野琢見在其所写的《安重根无罪论》一文从法律的层面对安重根的正当性进行了阐释。亚细亚大学教授中野泰雄所著的《安重根》是在日本出版的正面评价安重根的代表作之一:12。
1947年3月26日，韩国光复后在汉城举行了第一次安重根殉国37周年追悼会:148。1962年，大韩民国政府追授安重根建國勳章。韩国首尔南山和中国黑龙江省哈尔滨市建有安重根义士纪念馆:118。

## 出身

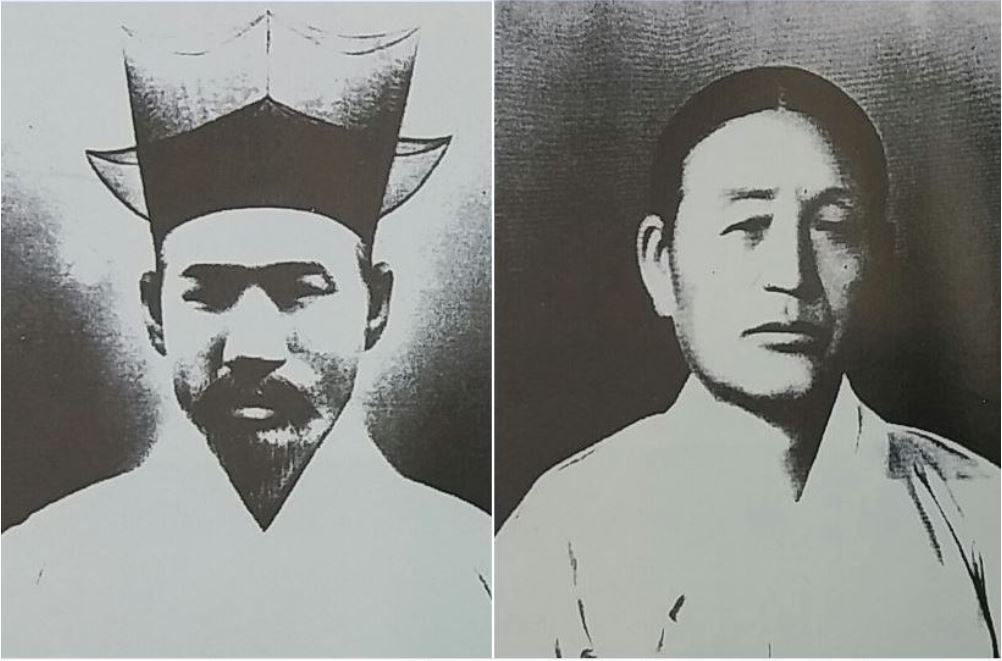
安重根父母

安重根1879年9月2日（农历7月16日）出生于朝鲜黄海道海州牧瀛東坊清風里（今朝鲜黃海南道海州市廣石洞），本貫顺兴安氏，是高丽末期大儒安珦的第二十六代孙。高祖父是海州、凤山地区的大富豪。祖父安仁寿是朝鲜王朝名儒，曾任庆尚南道镇海县监，地方百姓称其为安镇海。他的父亲安泰勋是朝鲜王朝的成均进士，母亲是白川赵氏。安重根是家中长子，有两个弟弟（安定根、安恭根）和一个妹妹。由于他出生时胸部和肚子上有排列型似北斗七星的7颗黑痣，他的祖父安仁寿给他起名“应七”（应北斗七星之运而生）。他的父亲后因他在孩童时期性格急躁而给他改名为“重根”，“应七”则成为他的字。:2-3:3
安重根的父亲安泰勋支持以封建贵族知识分子金玉均为代表的开化党，是开化党计划派选出国留学的70名才华青年之一。1884年10月27日，开化党发动甲申政变试图推翻朝鲜保守政权，但新政权三天后便被保守派推翻。为躲避甲申政变的牵连，安泰勋携家人逃离京畿，隐居信川郡清溪洞的山中。安重根家人将他送到私塾学习《千字文》和四书五经，希望他能及第状元。但相比死记硬背地学习四书五经，安重根更喜欢持枪打猎，认为习武更能保家卫国。:16-18:3-4:5-7

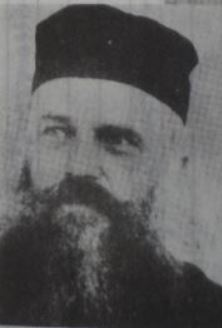
洪若瑟神父

1894年，安泰勋因不满东学党暴行，参加了对东学党的剿灭，之后遭人诬陷，逃亡法国人的天主教堂躲避，数月后转危为安。在教堂躲避期间，安泰勋因受天主教熏陶入天主教，并成为一名传教士。在他的影响下，安重根全家都改信天主教。安重根受洗礼于法国神父若瑟（洪锡九），圣名“多默”（Thomas）。在之后的10年间，安重根开始学习法语和西方文化，跟随洪神父迅游黄海道，传播福音。:20-23:6-7:16-7

## 早年抗日生涯

### 教育救国和国债报偿运动

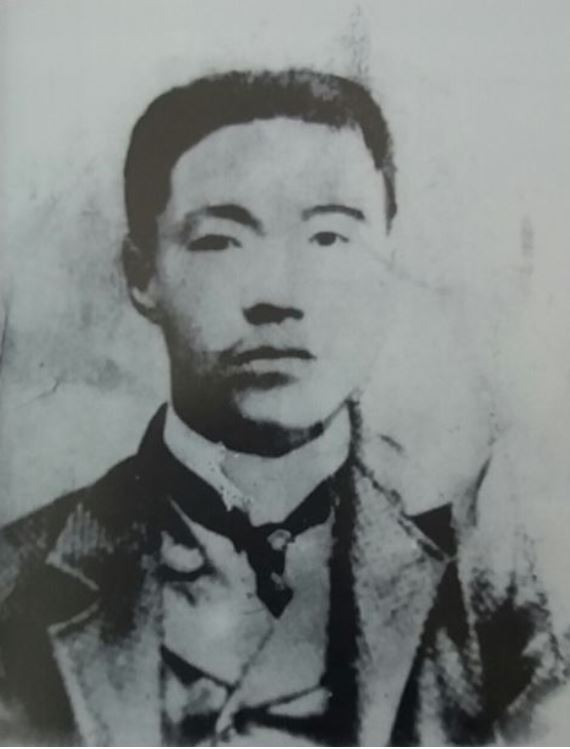
创办三兴学校和敦义学校时的安重根

1905年，日本强迫朝鲜签订《乙巳条约》后，安重根决定到有很多朝鲜人居住的中国山东和上海筹划救国之策，并安排他的父亲将全家搬到镇南浦。他先到了山东后又到上海，但并没有找到志同道合的人。在上海，他偶遇曾在朝鲜黄海道传教的法国牧士郭神父。郭神父劝他回国发展教育，扩大结社，团结民心，培育实力，以抵御日本的侵略。他听后感觉有理。于是在1905年12月底回到镇南浦。次年3月，安重根拿出所有家产建立了三兴学校（士兴、民兴、国兴）和敦义学校，以培育救国一辈，自己亲任两校校长。:30-31:8:90-91
在教育救国的同时，安重根还积极参与国债报偿运动。1904年以来，朝鲜在日本顾问的指使下，从日本借得大量高息贷款，每年财政出现大量赤字，根本无力偿还巨额国债。为帮助国家摆脱巨额债务，朝鲜人民自发地成立了各种国债报偿会，募集资金偿还国债。安重根四处演讲劝说民众捐钱救国，并劝家人和亲属将金银首饰捐献给国家。但日本人将国债报偿运动视为排日运动，在其官办报纸《京城日报》上大加批判，并在1907年7月12日逮捕了国债报偿运动的领导人梁起铎。:22-23:91-92:33

### 义兵运动和断指同盟

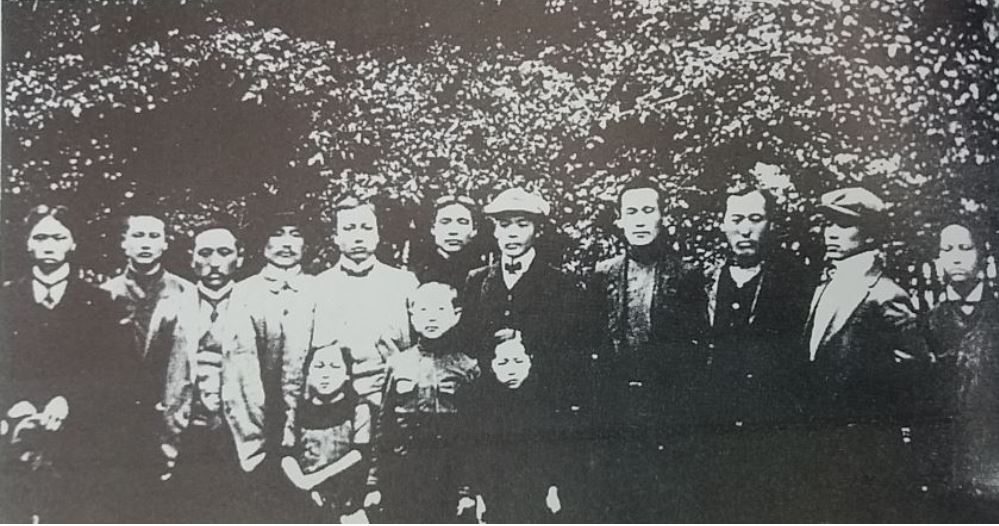
断指同盟合影

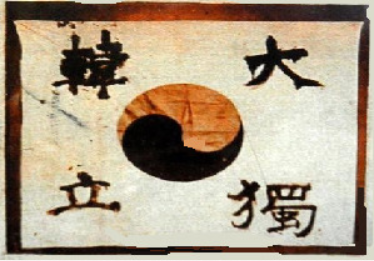
安重根断指血书的“大韩独立”

1907年，日本迫使高宗退位，并解散了朝鲜军队，引发大规模的义兵运动。安重根在他父亲的一位朋友金进士的指引下前往中国延边和俄罗斯远东地区谋求救国之路。他先是来到有不少朝鲜义兵聚集的中国延边地区。不过日本人在延边设立了统监府派出所和14个日本宪兵派遣所镇压朝鲜义兵的抗日运动。于是在延边三个月后，他去了俄罗斯远东地区。在海参崴新韩村，他参加了“大韩青年教育联合会”，并任临时司察。:91-92:26-28:33-35
在俄罗斯，安重根结识了严仁燮和金起龙，三人结义为兄弟，并一起组织建立义兵队伍。之后，三人与金斗星、李范允的义兵合并，成立了有数百人的队伍。金斗星任义兵总督，李范允任大将，安重根任参谋中将。1908年6月，安重根率领300余名士兵渡过图们江，与驻扎在咸镜北道的日本守备队展开了三次激烈的战斗，共击毙日军50余名。之后，他又率兵进袭会宁郡的日军。但日军火速调集5000余人到会宁，与安重根的手下交火。由于寡不敌众，安重根最终撤回海参崴。义兵队伍损失惨重。:34-39:11-12:28-30
回到俄罗斯后，安重根继续从事义兵活动，在俄罗斯和中国东北地区宣扬救国思想。期间，他曾遭到亲日团体一进会暴徒的袭击，险些丧命。1909年1月，安重根在俄罗斯烟秋与金起龙、姜顺琦等人结成断指同盟，“以砍断手指作为一同盟誓的标志，从此结为团体，一心一意为国献身，不达目的，绝不罢休”。12人各自截断无名指，并在太极旗上血书“大韩独立”四个大字，齐声三呼“大韩独立万岁”。:103-104:39-40:13-14:34-36

## 枪杀伊藤博文

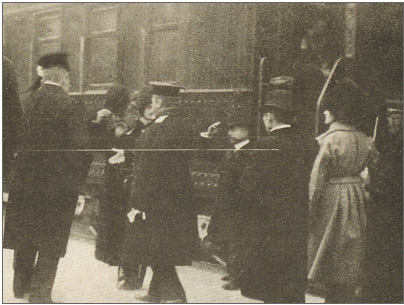
被枪杀前刚下火车的伊藤博文（左二）

1909年6月14日，伊藤博文为了避风险辞去了朝鲜统监一职，后转任日本枢密院议长。但为谋求俄羅斯对日本吞并朝鲜的支持，共商瓜分中国东北的权益，明治天皇准备派伊藤博文到哈尔滨与俄国使臣进行会谈。同年10月，安重根得知伊藤博文要来哈尔滨的消息。在与海参崴《大东公报》主编李刚确认此消息后，他认为这是铲除伊藤博文的大好机会。次日，安重根召集有关志士商讨行动计划。为确保万无一失，他们决定分头把守伊藤博文可能经过的路段，趁机下手。安重根去哈尔滨，禹德淳、曹道先、刘东夏去蔡家沟（哈尔滨南的一个小站），严仁燮在海参崴，姜甲山到双城子（乌苏里斯克）。:42-43:11-12:28-30

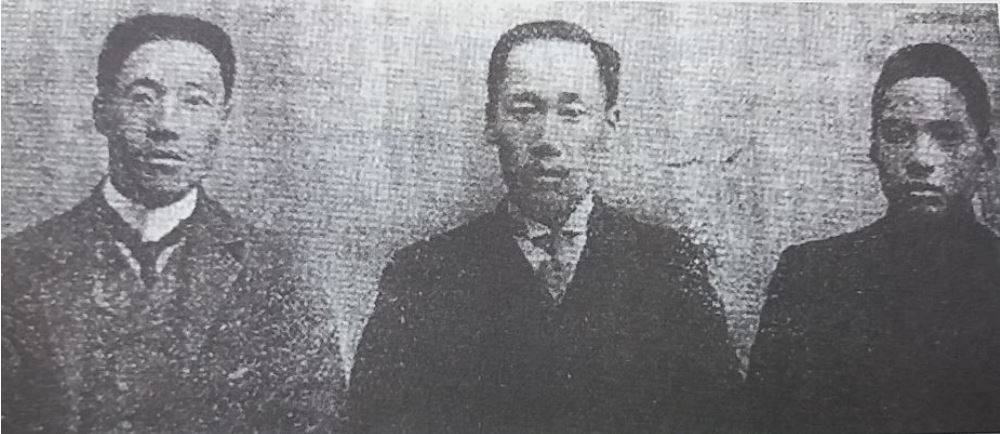
安重根与禹德淳、刘东夏的合影

1909年10月21日，安重根与禹德淳从海参崴出发，10月22日晚上到达哈尔滨，住在“韩民会”会长金成白的家里。由于是第一次来哈尔滨，安重根先第二天熟悉下哈尔滨的街道:32-33:16。10月24日，安重根与禹德淳、曹道先去了蔡家沟。伊藤博文的火车於10月26日早上6时会经过此站。不过安重根认为，早上6时时间过早，很难说伊藤博文是否下火车，而且即使他下火车，早晨天色黑暗，也很难辨别。于是他让禹德淳、曹道先留在蔡家沟见机行事，自己当天乘火车返回了哈尔滨:34:42-43。
1909年10月26日清晨，安重根身穿一套黑色西服，携带FN M1900手槍来到哈尔滨火车站。上午9点左右，伊藤博文的火车达到哈尔滨站。俄羅斯士兵和当地日侨排队欢迎伊藤博文。安重根站在俄军仪仗队的后面，见一黄面白鬚小翁走在来宾队伍的最前面，后面跟随着俄羅斯官员和日本领事。在伊藤博文从他面前走过两三步后，安重根迅速掏出手枪，向他连击三枪。为了防止打错人，他又向旁边的4名日本人开了4枪。伊藤博文胸、肋、腹三处要害部位中弹，当场死亡。现场一片混乱，只有安重根毫无惧色地站在原地以俄语高呼（“高丽！乌拉！”） :34-35:43-45

## 被捕后的斗争

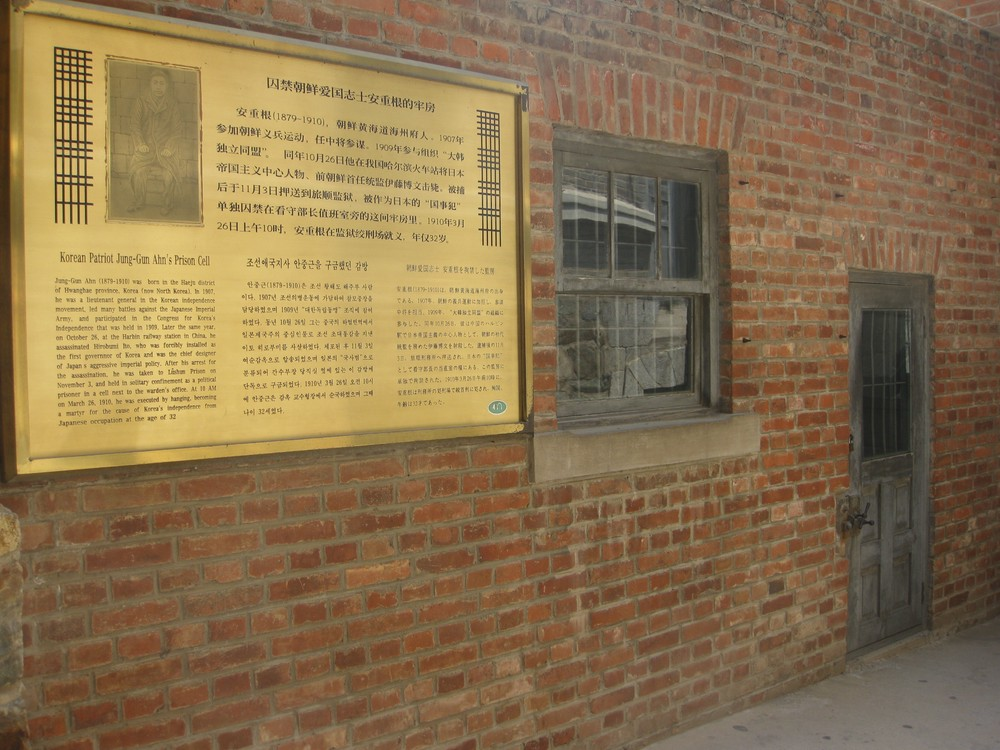
旅顺监狱安重根牢房遗址

由于此次事件在政治上的微妙，俄方将安重根逮捕后当天把他引渡给日本总领事馆。安重根被押在日本总领事馆的地下监狱。与安重根一起參與行動的禹德淳、曹道先、刘东夏、郑大镐、金成玉等人都纷纷被捕。1909年10月30日，日本检察官沟渊孝雄、书记岸田爱文等人对安重根进行了第一次审讯。在问及枪杀动机时，安重根列举了伊藤博文15条罪状：1.杀死明成皇后；2.废黜高宗皇帝；3.强迫朝鲜签订《乙巳条约五项条约》与《丁未条约七项条约》；4.屠杀无辜的朝鲜人；5.抢夺朝鲜政府权力；6.掠夺朝鲜铁路、矿山、森林和河流资源；7.强制使用日本纸币；8.解散朝鲜军队；9.阻碍朝鲜教育；10.禁止朝鲜人留学国外；11.没收和烧毁朝鲜教科书；12.向世界各地传播朝鲜希望日本保护的谣言；13.欺骗日本天皇，说朝鲜和日本之间的关系是和平的，实际上充满敌意和冲突；14.破坏东洋和平；15.暗杀孝明天皇。:109-110:46-47:22-23:36-37
1909年11月3日，安重根等人被遣送到旅顺监狱。1909年11月4日至1910年1月26日，沟渊孝雄等人又先后对安重根进行了10次审讯。审判中，安重根坚持其行为并非违反人道主义，而是代表被伊藤博文杀害的几万人誅殺伊藤博文。当时的关东都督府地方法院对安重根的正当性，以及其信仰进行了考量，曾考虑判无期徒刑。但1909年12月2日，日本外相小村寿太郎密令关东都督府地方法院院长对安重根处以极刑。:24:38:50
1910年2月7日，关东都督府地方法院对安重根、禹德淳、曹道先、刘东夏进行第一次庭审。英国、俄国和平壤的朝鲜律师向关东都督府地方法院院长真锅十藏提出为安重根辩护的要求，但都被拒绝。法庭给安重根安排了日本律师。有300多人旁听了庭审，大多数是日本人，朝鲜人只有安重根的两个弟弟和安秉瓒律师3人。2月8日、9日、10日、12日又进行了四次庭审。在法庭上安重根重申他的行動是韩国独立战争的继续，是韩国义军参谋中将为国家尽义务，非普通暗杀，应该以战俘处置。在2月12日的公审上，日本律师辩护说：“安重根杀害伊藤是对日韩保护条约的误解造成的”，暗示如果安重根承认日本侵略朝鲜的合法性，就可以不死。但安重根进行了长达一个多小时的反驳，并指出自己并没有归化日本，要求按照国际公法，在各国人参加之下进行公审。:39:26-29:49-50

## 殉国

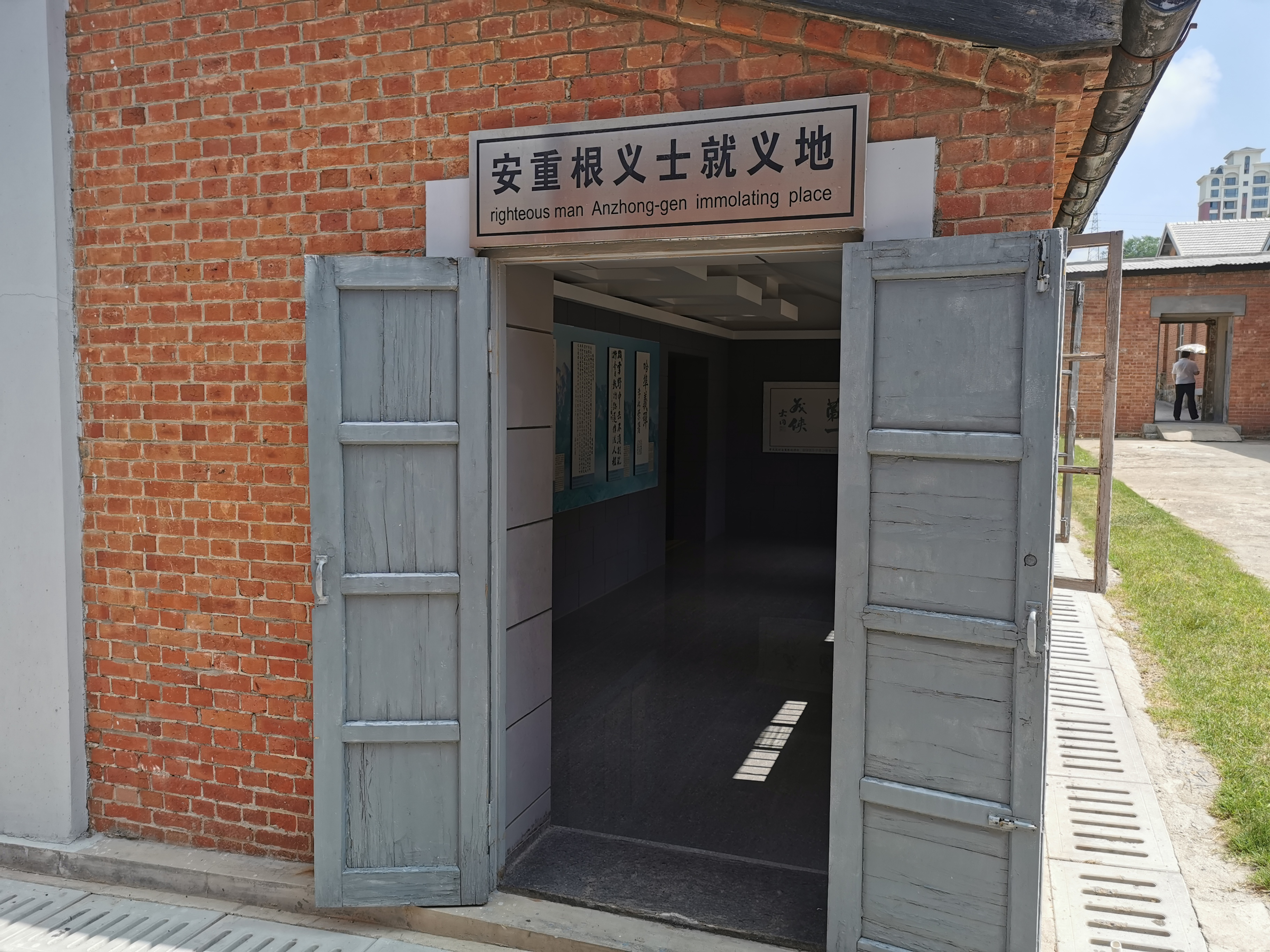
旅顺监狱内的安重根就义处

1910年2月14日，关东都督府地方法院进行了第六次公审，审判长真锅十藏以谋杀罪判处安重根死刑，以谋杀帮助罪判处禹德淳三年徒刑，曹道先、刘东夏一年零六个月徒刑。面对死刑，安重根并没有上诉。日本高等法院平石院长曾到监狱问他是否上诉，但安重根最终坚定拒绝:39-40:50。安重根的母亲在得知他被判死刑后，立即派安重根的两个弟弟送去口信说：“你是为国家做正确之事后被判刑，所以不要卑贱救生，应当遵从大义而死，这才是对母亲的孝道。”（《大韩每日申报》和《朝日新闻》之后对此进行了报道。）:31

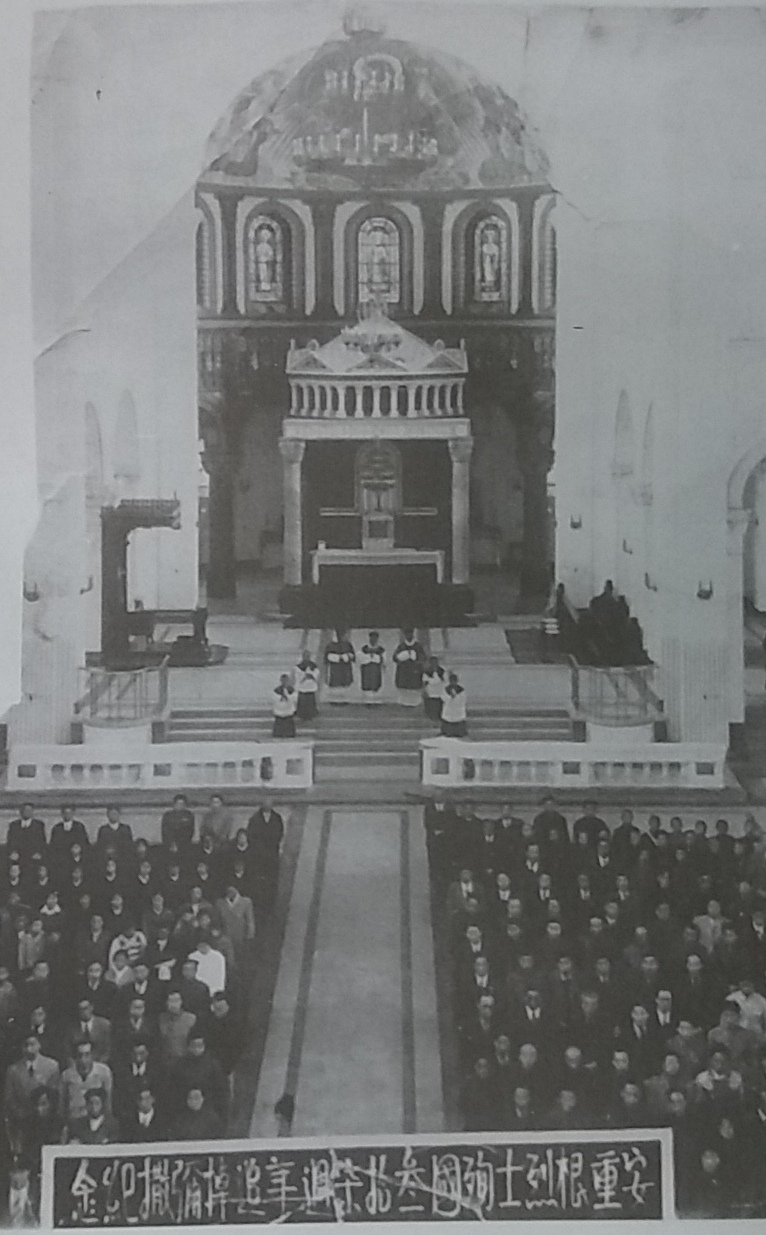
香港天主教会安重根殉国37周年追悼弥撒

放弃上诉后，安重根向平石院长提出将行刑日期推迟一个多月，以便让他写完《东洋和平论》一书。平石本來回答说：“何止一个月，判决到执行尚有数月时间，请放心。”早在1909年12月13日起，安重根便开始撰写自传《安应七历史》，而他在得到宽限之后不久于1910年3月15日完成此书，然而此亦是其殉国的前10天。但由于日方行刑轉趨強硬，因此《东洋和平论》來不及完稿，仅完成了序和前鉴两部分。1969年，日本韩国研究院院长崔书勉发现了该书一本译成日文的油印本。1978年2月，日本长崎市的渡边四郎先生将自己保存几十年的汉文《安应七历史》全文油印本转交给韩国首尔安重根义士纪念馆，使此书与世人见面。:40:51-53:11
1910年3月25日，安重根在旅顺监狱会客室对两个弟弟和洪神父作了最后的遗言：“我死后把我骨灰先埋在哈尔滨公园旁，等恢复国家主权后返葬到祖国。我到天国后仍会为国家的独立而努力。你们回去后向同胞告知，每一个人都要担负国家责任，尽国民的义务，同心协力，立功成业。当大韩独立的呼声传到天国时，我会欢呼万岁的。”之后，洪神父为他举行了“告解圣事”，第二天早上举行了“弥撒圣祭大礼”。1910年3月26日上午10点15分，安重根穿上母亲为他准备的白色韩服，在旅顺监狱刑场絞刑殉国。:40-41:53-54

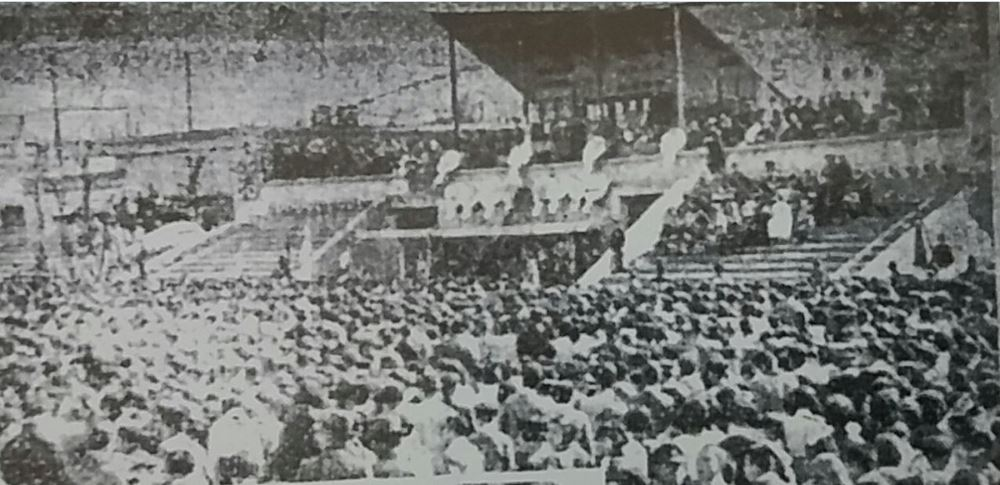
1947年3月26日韩国安重根殉国36周年追悼会

1910年3月25日，《大韩每日新报》发表了安重根的告同胞书。这是安重根在旅顺监狱会见从平壤来为他辩护的安秉瓒律师转达的：“为了恢复韩国的独立，维护东洋和平，我在海外风餐露宿三年，壮志未酬竟死在这里。我们二千万兄弟姐妹们，要各自奋发，提高文化，振兴实业，前仆后继，恢复祖国的独立，我便死而无憾。”:40
1947年3月26日，韩国光复后在首尔举行了第一次安重根殉国37周年追悼会。安重根遗族出席了追悼会。:148

## 影响

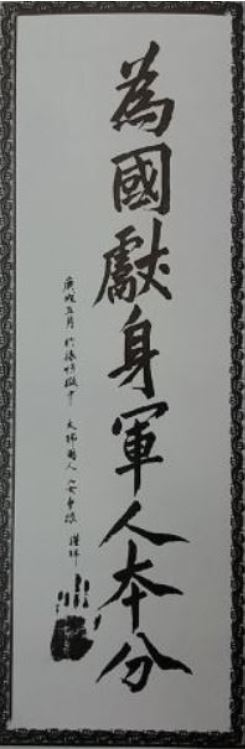
安重根遗墨：“为国献身军人本分”。 (Note: 此遗墨最初是安重根赠予日本宪兵护卫千叶十七的。千叶十七钦佩安重根，退役回乡后供奉安重根照片和此遗墨。他死后，其夫人和养女继续供奉。1980年8月23日通过东京国际韩国研究院捐赠给韩国安重根纪念馆，为韩国国宝第569-23号)。

安重根枪杀伊藤博文后得到中国人民的大为赞扬。当时中国的报纸先后多次对此事件发表社论、评论和报道（上海《民吁日报》19篇，《上海时报》13篇，上海《申报》7篇，天津《大公报》25篇，香港《华字日报》25篇）。1909年10月28日至11月2日，《民吁日报》连续刊载5篇社评，指出暗杀是因为“革命军军兴之难及收效之不易”，因此一些革命者不得不把暗杀作为革命的补充方法。“今韩人的飞此一弹，安知不足以改变日本政策进行之方针”，但却足以“抵万人之哭诉，千篇之谏书。”“高丽之仇我之仇也，高丽为渡满之长虹，摄辽沈而归三岛，正在此举何意，三韩有人竞起而折其长驱之骥，足虽曰韩人自修其怨，抑其非我之至幸乎，幸哉！”:3-4:56-57。英国记者查尔斯·莫利莫在对安重根的庭审报道说：“这一世界性的判决中，胜利者是安重根，他戴着英雄的桂冠离开了法庭。通过他的陈述，伊藤博文成为无耻的独裁者。”:92
安重根殉国后，孙中山、章太炎（孙中山枢密顾问）等中国政要名流纷纷撰文讴歌他的爱国之举。在日本的梁启超得知安重根殉国消息后为他作了一首七律《秋风断藤曲》，以表敬慕之情。连袁世凯也在举国赞扬安重根的氛围下题词纪念安重根。周恩来在回顾中朝历史关系时说：“中日甲午战争后，中朝人民反对日本帝国主义侵略的斗争是本世纪初安重根在哈尔滨刺杀伊藤博文开始的。”:4:57-58 中华人民共和国成立初期，安重根在中国成为为抗日爱国的英雄旗帜，其事迹曾被编入小学教科书:5。
1993年9月，金日成访问大连时曾在安重根殉难的旅顺监狱对安重根志士表示深切悼念:前言1。
2006年曾有韩国商人在哈尔滨树立安重根雕像，但被哈尔滨当地政府拆除。原因可能是顾虑日方的抗议。2013年，韩国总统朴槿惠向中国领导人习近平提及希望在安重根行刺现场哈尔滨火车站立碑纪念。中方最终决定建设安重根义士纪念馆。此举引发日本政府的抗议，但中国外交部拒绝了日本的抗议，并告诫日本应该正视历史。

## 评价

### 大韩帝国
当时已经被日本控制的大韩帝国政府官方对安重根的评价是负面的。退位的高宗示以哀悼之意。纯宗立即向日本天皇发电，称“本日伊藤公于哈尔滨因遭凶徒害而遇难，得此消息惊愕痛恨不能自已”事件发生次日，侍从院卿尹德荣作为纯宗敕使，承宁府总管赵民熙作为高宗御使，偕内阁总理大臣李完用和总监府20余人组成的使节团赴大连，迎接伊藤博文的遗体。首都也禁止音乐歌舞以示哀悼。1910年1月7日，代表韩国十三道民众的谢罪使郑寅昌和宋鹤升访日，参拜了墓地并以本国的礼仪吊唁，宣读了祭文并行哭礼。
当时的民间则为伊藤之死称快，称安重根为英雄。

### 朝鲜民主主义人民共和国
金日成时代对安重根的评价并不太高。虽然认为他是爱国者，却否定他的两班出身和具体做法。朝鲜的教科书中说安重根对金日成来说是一个反面教师，否定他的做法。提及他是黄海道海州的两班，属于应该被淘汰的原统治阶级。尽管如此，朝鲜当时仍然通过拍摄电影（《安重根击毙伊藤博文》）等手段宣传了安重根的事迹。
金正日时代则淡化了关于出身阶级的批评，肯定他为爱国者，但仍然将他的行为看作恐怖袭击。例如在2009年10月24日的《统一新报》中评论，他为了祖国和民族而奉献的一生不会因岁月流逝而被遗忘，将会永远留存在民族记忆之中。并且认为他没有遇到卓越的领导者而选择了个人恐怖袭击的做法，是一位牺牲了生命但没有实现祖国独立的民族的风云儿。
金正恩时代对他的评价提高到了“烈士”，并且否认安重根做了恐怖袭击。《劳动新闻》2014年1月26日发表的文章中说，日本政府称安重根为恐怖分子，是对反日爱国的烈士的亵渎。同一天，朝鲜中央电视台和平壤广播电台等媒体报道了安重根纪念馆的设立。2015年，美国驻韩大使李模楷在首尔被政治活动家金基宗持刀袭击，朝鲜祖国和平统一委员会称赞说金基宗就像伊藤博文的安重根一样。朝鲜中央通讯社评论说，“反对煽动战争的美帝的行为也被称为恐怖袭击的话，难怪安重根等反日爱国志士的行为也被污蔑为恐怖袭击了”。

### 中国
- 孙中山：“功盖三韩名万国，生无百岁死千秋，弱国罪人强国相，纵然易地亦藤候。” [5]:57[15]:2
- 章太炎：“亚洲第一义侠”，并为安重根写了碑文[5]:57[15]:6[2]:4
- 袁世凯：“平生营事只今毕，死地图生非丈夫。身在三韩名万国，生无百岁死千秋。”[15]:4
- 梁启超：一首七律《秋风断藤曲》[5]:57[15]:7
- 蒋中正：“壮烈千秋”[15]:4[9]:19
- 蒋经国：“碧血丹心”[15]:5
- 周恩来：“中朝人民反对日本帝国主义侵略的斗争是本世纪初安重根在哈尔滨刺杀伊藤博文开始的。”[5]:58[15]:9
- 冯玉祥：“在韩国的先烈奋斗史上有安重根刺伊藤博文，尹奉吉刺白川，固然革命是不能靠暗杀，但这却表扬了朝鲜的民族精神。”[15]:12

### 日本
在日本，安重根曾被视为恐怖分子，但也有许多日本人承认安重根確實做出了勇武之舉，是值得敬佩的朝鲜爱国义士:9。第二東京律師協會会副会长鹿野琢見1991年在其所写的《安重根无罪论》一文从法律角度阐释安重根的正当性。亚细亚大学教授中野泰雄所著的《安重根》是在日本出版的正面评价安重根的代表作之一:12。

## 遗墨

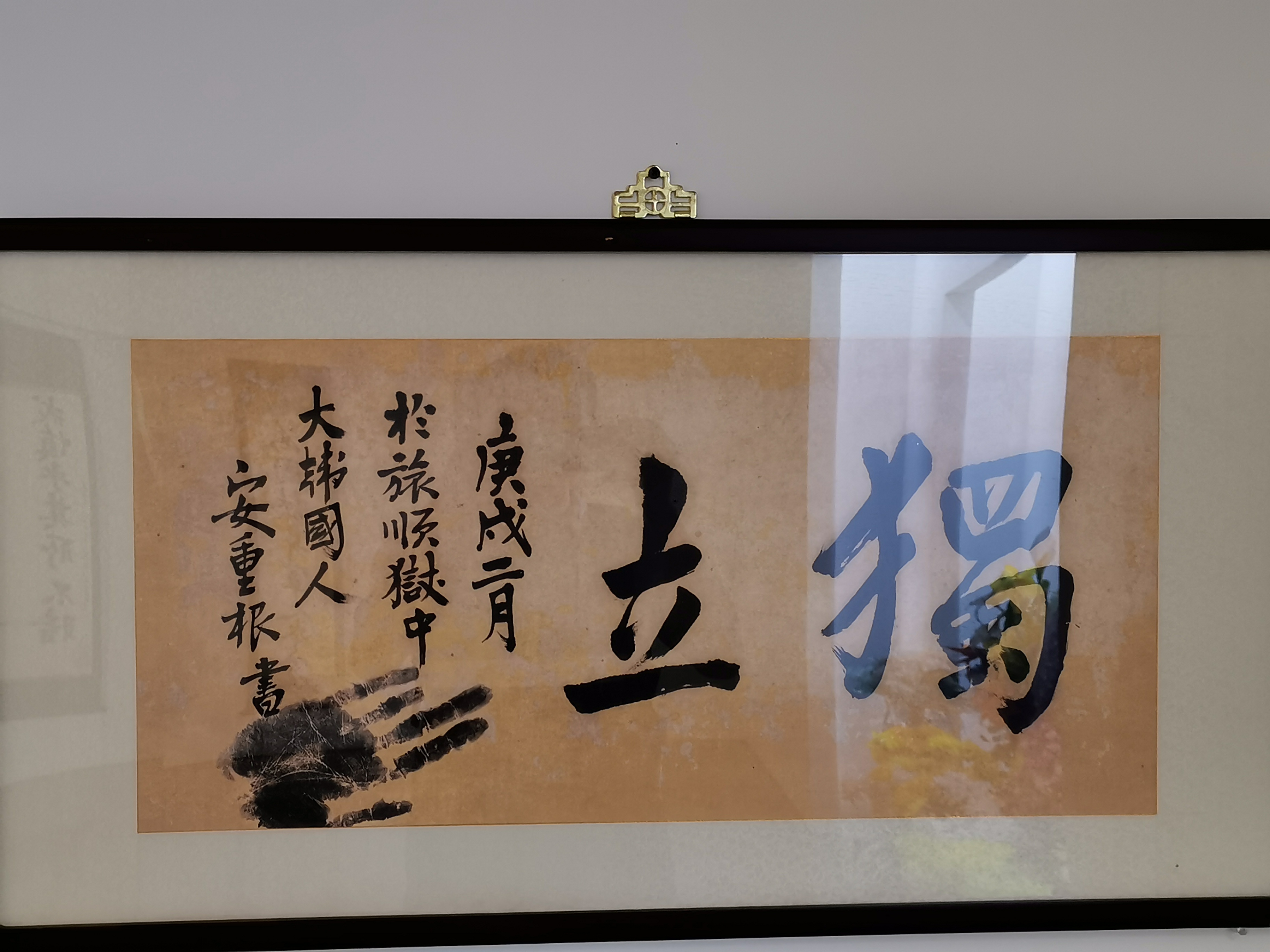
安重根遗墨《獨立》

安重根在旅顺监狱关押期间，除写自传《安应七历史》和《东洋和平论》外，还应那些被安重根感动的监狱看守、宪兵、翻译等人的请求，为他们挥毫书写了百余幅赠言（在日本发现的题词有60多幅），包括“为国献身军人本分”，“国家安危劳心焦思”，“一日不读书，口中生荆棘”，“志士仁人，杀身成仁”，“敬天”，“独立”等。一些安重根的遗墨被當時日本獄卒的後代转赠给韩国安重根纪念馆，被列为韩国国宝。:11:66-71

## 纪念

### 紀念地

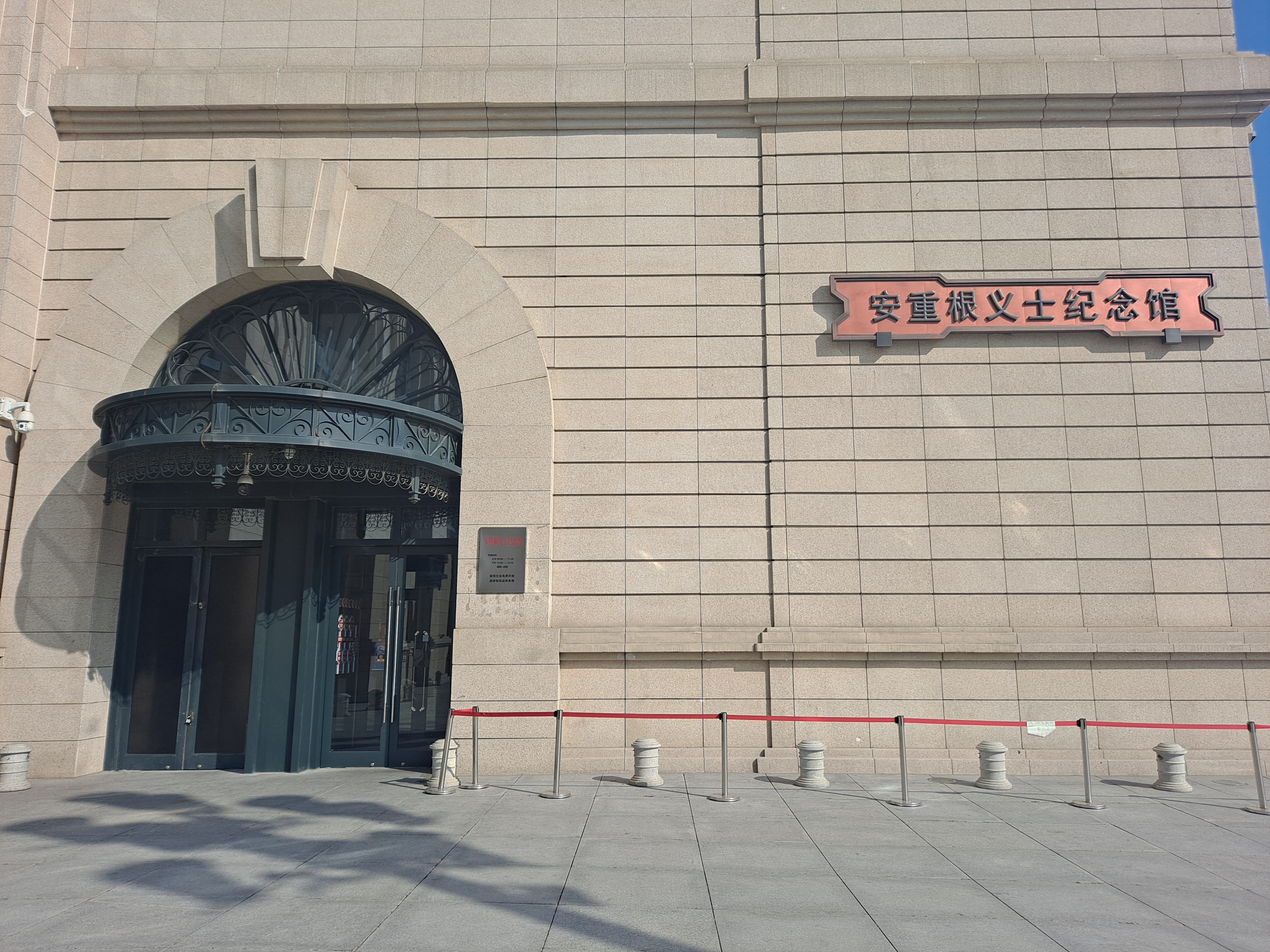
哈尔滨安重根义士纪念馆

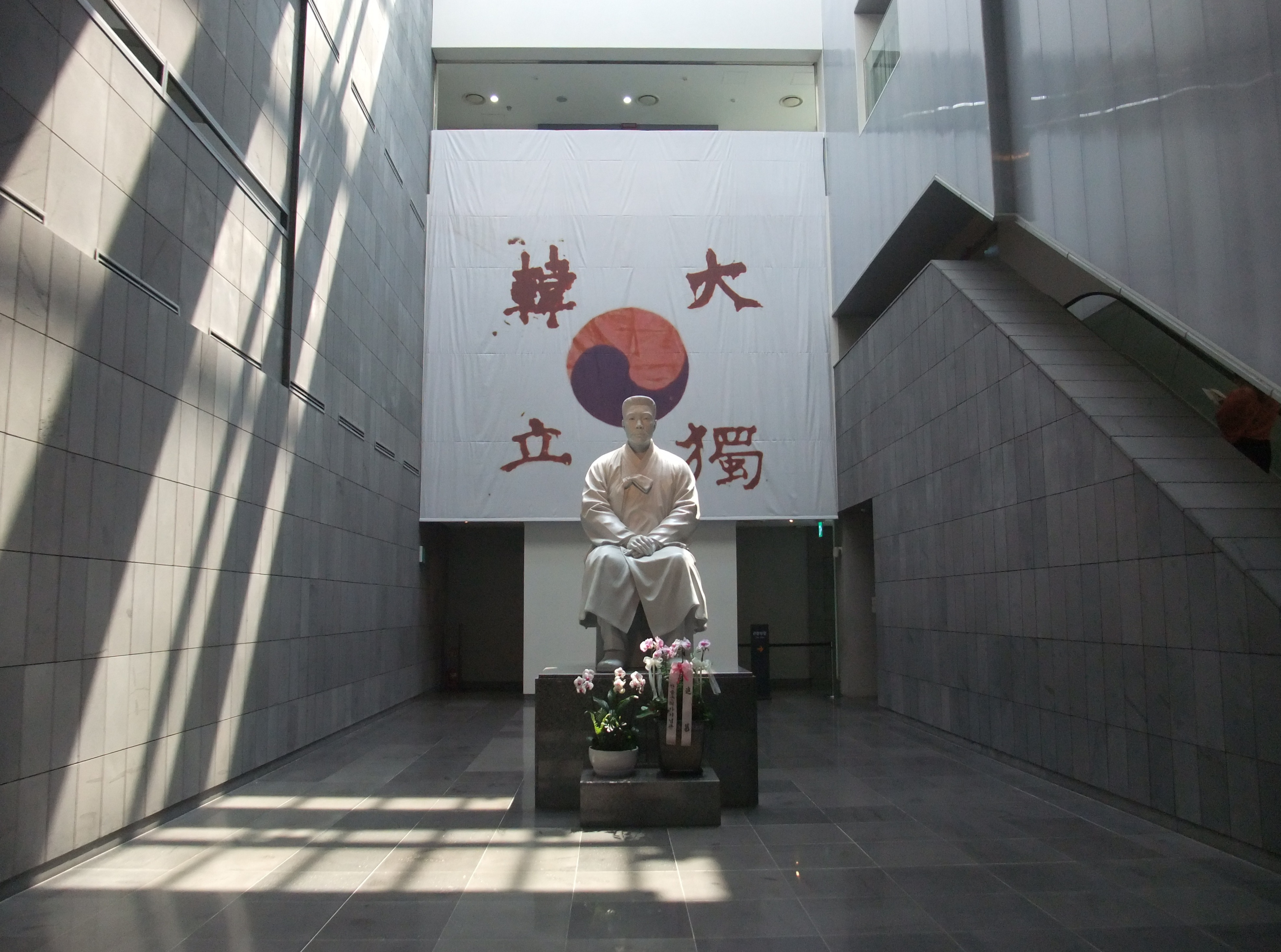
安重根义士纪念馆內的安重根雕像。

- 大韩民国首尔南山公园建有安重根义士纪念馆，馆内立有韩国前总统朴正熙题写的“民族正气殿堂”石碑[3]:118。
- 中国黑龙江省哈尔滨市哈尔滨火车站内设有安重根义士纪念馆。
- 中国辽宁省大连市旅顺日俄监狱旧址博物馆2009年设安重根展示馆。
- 中国黑龙江省哈尔滨市兆麟公园内设有安重根遗墨碑。
- 日本宫城县大林寺供奉当年看守安重根的日本宪兵护卫千叶十七的灵位和安重根送给他的“为国献身 军人本分”遗墨。在安重根诞辰100周年时大林寺将真迹赠还给韩国，韩国回赠该寺此遗墨的石碑。此后，韩日两国每年在安重根诞辰日在该寺为安重根和千叶十七举行法会仪式[3]:125[27]。
- 日本佐贺县佐賀市的無量寺立有“安重根东洋和平祈愿碑”[28]。
- 2001年10月18日，光复会和高丽学术文化财团在俄罗斯政府的协助下在克拉斯基諾烟秋卡里村口竖立断指同盟碑，以追念以安重根为首的12名断指同盟成员[3]:14。

### 文艺作品
- 中国清朝1910年，中国话剧的先行者任天知领导的话剧团“进化团”（中国首个职业话剧团）的话剧《安重根刺伊藤》[15]:225
- 朝鲜民主主义人民共和国1979年影片：《安重根击毙伊藤博文》
- 韓國電影：《义士安重根》、《2009失去的记忆》、《英雄》（2022年）、《哈爾濱》（2024年）
- 哈尔滨市作家协会主席阿成的作品《安重根击毙伊藤博文》被评为2000年中国十大优秀小说[9]:179。

### 传记
- 韩国著名思想家、史学家、抗日独立运动元老朴殷植在安重根殉国后为其著传《安重根》。该书由上海大同编辑局出版发行，现收藏于上海图书馆，篇头收录有章太炎的《安君颂》[15]:276。该书后被译为韩文在韩国出版[9]:172。
- 湖南长沙人，清末翰林郑沅所著的《安重根》是中国最早出版的安重根传，分上、中、下三篇[15]:231。

### 其他纪念
- ITF跆拳道中的一套套拳叫“重根”，共32式，纪念安重根在世的32年。
- 在哈尔滨工业大学、北京大学历史系等学府设有韩资的“安重根奖学金”。
- 1962年大韓民國政府追授安重根建國勳章。
- 安重根是大韓民國國家報勳處在1999年10月的「每月獨立運動家」。
- 韓國海軍孫元一級潛艦（德國HDW廠214型潛艇，授權現代重工建造）的075號被命名為安重根號。